# Забеле (Монецький повіт)
Забеле (пол. Zabiele) — село в Польщі, у гміні Ясвіли Монецького повіту Підляського воєводства.
Населення — 607 осіб (2011).
У 1975-1998 роках село належало до Білостоцького воєводства.

## Демографія
Демографічна структура станом на 31 березня 2011 року:
|          | Загалом | Допрацездатний вік | Працездатний вік | Постпрацездатний вік |
| -------- | ------- | ------------------ | ---------------- | -------------------- |
| Чоловіки | 310     | 51                 | 210              | 49                   |
| Жінки    | 297     | 49                 | 164              | 84                   |
| Разом    | 607     | 100                | 374              | 133                  |